# Michel Séméniako
 (juin 2023).
 (juin 2023).
Si vous disposez d'ouvrages ou d'articles de référence ou si vous connaissez des sites web de qualité traitant du thème abordé ici, merci de compléter l'article en donnant les références utiles à sa vérifiabilité et en les liant à la section « Notes et références ».
 (juin 2023).
Michel Séméniako (né le 11 octobre 1944 à Annecy) est un photographe plasticien français . Il vit et travaille à Vitry-sur-Seine.
Michel Séméniako est un photographe nyctalope. La nuit, il explore l’espace, le modèle et le peint à l’aide du faisceau lumineux  coloré d’une lampe torche. Le réel lui propose des formes, en les éclairant il crée des fictions. Il efface ainsi les frontières entre réel et imaginaire et nous invite à une réappropriation des lieux.
Son deuxième axe de recherche est d’inspiration sociale. Il s’interroge sur le tissu social et plus spécifiquement sur la relation entre identité et altérité. Pour cela, il a réalisé plusieurs séries de « photographies négociées » où le sujet photographié participe activement à la création de l’image autour d’une proposition avancée par Michel Séméniako, devenant ainsi co-auteur des images produites.
Michel Séméniako est représenté par l’agence Signatures.
Il a été lauréat du prix Nadar en 1993 pour son ouvrage Dieux de la Nuit.

## Biographie
Après des études à Grenoble, Michel Séméniako joue le rôle du révisionniste dans La Chinoise de Jean-Luc Godard (1967).
Dans les années 1970 et 80, il réalise de nombreux audiovisuels avant de revenir à la photographie.
Il est un adepte du light painting.
Il vit avec la photographe Marie-Jésus Diaz.

## Collections, expositions
- 1969
  - Musée d'art moderne de la ville de Paris, installations (ARC).
- 1981
  - Lapiaz, anatomie d'un paysage, CAC d'Annecy.
- 1984
  - Exposition d’images négociées (Rome, Montréal).
- 1986
  - Espace Canon (Paris).
  - La Chine, expositions aux RIP (Arles) et à la Fnac (Paris).
- 1988
  - Exposition collective occidentale, Rencontres d'Arles.
- 1990
  - Gitanes, 50 photographes exposent au Palais de Chaillot (Paris), catalogue Nathan images 1990
- 1991
  - Falaises, Galerie Praz Delavallade (Paris).
  - Nuit Blanche, CRP (Douchy).
  - Les Alpes Valaisannes, Musée de l’Élysée (Lausanne).
- 1992
  - Rétrospective, Musée Nicéphore Niepce (Chalon-sur-Saône).
  - Dieux de la Nuit, Mois de la Photo, galerie Guillon-Laffaille (Paris).
- 1993
  - Rétrospective 1985-92, Château d'eau de Toulouse (Toulouse).
  - Dieux de la Nuit, Musée de l’Élysée (Lausanne).
- 1994
  - Exposition itinérante et cycle de conférences (Sendai, Osaka, Kyoto, Yokohama) produit par l’AFAA, les Alliances Françaises, galerie BEEB de Sendai (Japon).
- 1996
  - Le Domaine d’Abbadia, exposition itinérante, Conservatoire du Littoral.
- 1997
  - Chemins de traverses, Festival Chroniques Nomades (Honfleur).
  - C’est Ainsi, Institut Français de Bratislava.
  - Nocturnes d’Asie, Galerie Photo & co (Turin).
- 1998
  - Nocturnes Couleur, Musée de Rodez.
- 1999
  - Insite/Outsite, Galerie Photo & co (Turin).
  - Identité/Activité, portraits négociés, RIP (Arles).
  - Nocturnes, exposition itinérante en Indonésie. Catalogue.
- 2000
  - Identité/Activité, portraits négociés, Maison Robert Doisneau (Gentilly).
  - Images négociées, Centre Photographique de Normandie (Rouen).
  - Portraits d’objets mathématiques, Musée des Arts et Métiers (Paris).
- 2001
  - Non-lieu, la base sous-marine de Lorient, Galerie du Faouëdic (Lorient). Catalogue.
  - Paysages, Manta production "Marcovaldo" (Caraglio, Italie).
- 2002
  - Les demoiselles de Bourges, Images au Centre, Palais Jacques Cœur (Bourges).
- 2003
  - Non-lieu, la Base sous-marine de Lorient, Musée Hack (Ludwigshafen, Allemagne).
- 2004
  - Exil, Festival Images et Légendes, bibliothèque (Pantin).
  - Éclats de mémoire, Espace F. Mitterrand (Beauvais). Catalogue.
  - Arbres, Centre d’Art Contemporain C. Lambert (Juvisy). Catalogue.
- 2005
  - Abbadia, Conservatoire du Littoral, hôtel Scribe (Paris).
  - Exil, Maison des Arts, Grand-Quevilly ; Scène Nationale (Niort), Festival Chroniques Nomades, Honfleur ; Espace Khiasma (Les Lilas)..
- 2006
  - Nocturnes, rétrospective 1985-2005, La Passerelle (Gap).
- 2008
  - Lettres d’amour des mouches à feu, Château de Chaumont-sur-Loire.
  - Human Landscapes, Galerie Le Feuvre (Paris).
  - Luminescence, Galerie Alexandre Cadain (Paris).
- 2009
  - Exil et images négociées, Galerie HorsChamp (Sivry-Courtry).
  - Les lucioles, Le Grenier du Chapitre, librairie Calligramme (Cahors).

Années 2010
- 2011
  - Autoportraits, Médiathèque d'Ivry.
  - No Man's land, Grand Atelier du Génie (Paris)
  - Lettres d'amour des mouches de feu, Galerie Aldebaran (Castries).
  - Le 54, regards croisés sur le centre pénitentiaire (Château-Thierry).
  - Esprits des arbres, REV’arts (Bezons).
  - Nuits chromatiques, Chambre claire (Annecy).
  - Marcoussis, nuits chromatiques, Médiathèque Léo Ferré (Marcoussis). Catalogue.
- 2015
  - Bressuire. Nuits chromatiques, chapelle Saint-Cyprien, Bressuire.

## Livres
- avec Michel Vinaver, Lapiaz, anatomie d'un paysage, préface d'’Alain Bergala, Passage, 1982
- Nuit Blanche, Centre Régional de la Photographie Nord Pas-de-Calais, 1991
- avec Anne Cauquelin, Dieux de la nuit, Marval, 1992  (ISBN 2862341118)
- Nocturnes, Marval, 1995  (ISBN 2862341789)
- Domaine d'Abadia, Marval, 1995  (ISBN 2862341932)
- avec Anne Cauquelin, Images négociées, projet réseaux, Maison Pour Tous Niort, 1996
- avec Jean-Claude Carrière, Le sens de la visite, Ed. Carré / Musée des Arts et Métiers, 1997
- Identité / Activité, Portraits négociés d'agents EDF, CCAS 1999
- Les demoiselles de Bourges, Palais Jacques-Cœur, Monum Ed. du Patrimoine, 2002
- Arbres, Espace d'Art Contemporain Camille Lambert, 2004
- avec Louise L. Lambrichs, Exil, Trans Photographic Press, 2004  (ISBN 2913176275)
- avec Guillaume Le Touze, Derrière le rideau de pluie, T. Magnier, 2007  (ISBN 2-84420-523-2)
- avec Patrice Juiff, Les Couleurs du Vimeu industriel, Diaphane, 2008

## CD-Rom
- Carton avec Bernard Vitet et Jean-Jacques Birgé, GRRR, 1997

## Prix et récompenses
- 1992, Prix Nadar pour le livre Dieux de la Nuit (éd. Marval).
- 1991, Prix Villa Médicis hors les murs (projet « l’Inde et le Sacré »).